# Edward Binns
Edward Binns (født 12. september 1916 - død 4. december 1990) var en amerikansk skuespiller. Han var kendt fra film som Tolv vrede mænd fra (1957), Menneskejagt fra (1959), Pansergeneralen Patton fra (1970), og Dommen fra (1982).